# RRDtool
RRDtool (eina de base de dades round-robin) té com a objectiu gestionar dades de sèries temporals com ara l'amplada de banda de la xarxa, les temperatures o la càrrega de la CPU. Les dades s'emmagatzemen en una base de dades basada en un buffer circular, de manera que la petjada d'emmagatzematge del sistema es manté constant al llarg del temps.
També inclou eines per extreure dades round-robin en un format gràfic, per al qual estava pensat originalment. Hi ha enllaços per a diversos llenguatges de programació, per exemple Perl, Python, Ruby, Tcl, PHP i Lua. Hi ha una implementació independent completa de Java anomenada rrd4j.
Emmagatzematge general de dades:RRDtool assumeix dades variables en el temps en intervals d'una determinada longitud. Aquest interval, normalment anomenat step, s'especifica en crear un fitxer RRD i no es pot canviar després. Com que les dades poden no estar sempre disponibles en el moment adequat, RRDtool interpolarà automàticament qualsevol dada enviada per adaptar-se als seus passos de temps interns.